# リンデマニア (小惑星)
リンデマニア (828 Lindemannia) は小惑星帯に位置する小惑星である。ウィーンのウィーン天文台でヨハン・パリサによって発見された。
ドイツのアマチュア天文学者アドルフ・リンデマンにちなんで命名された。